# Art Arfons

Art Arfons, Illustration nach einem alten Zeitungsfoto (ca. 1963), kombiniert mit der Unterschrift und Widmung auf einer Autogrammkarte.

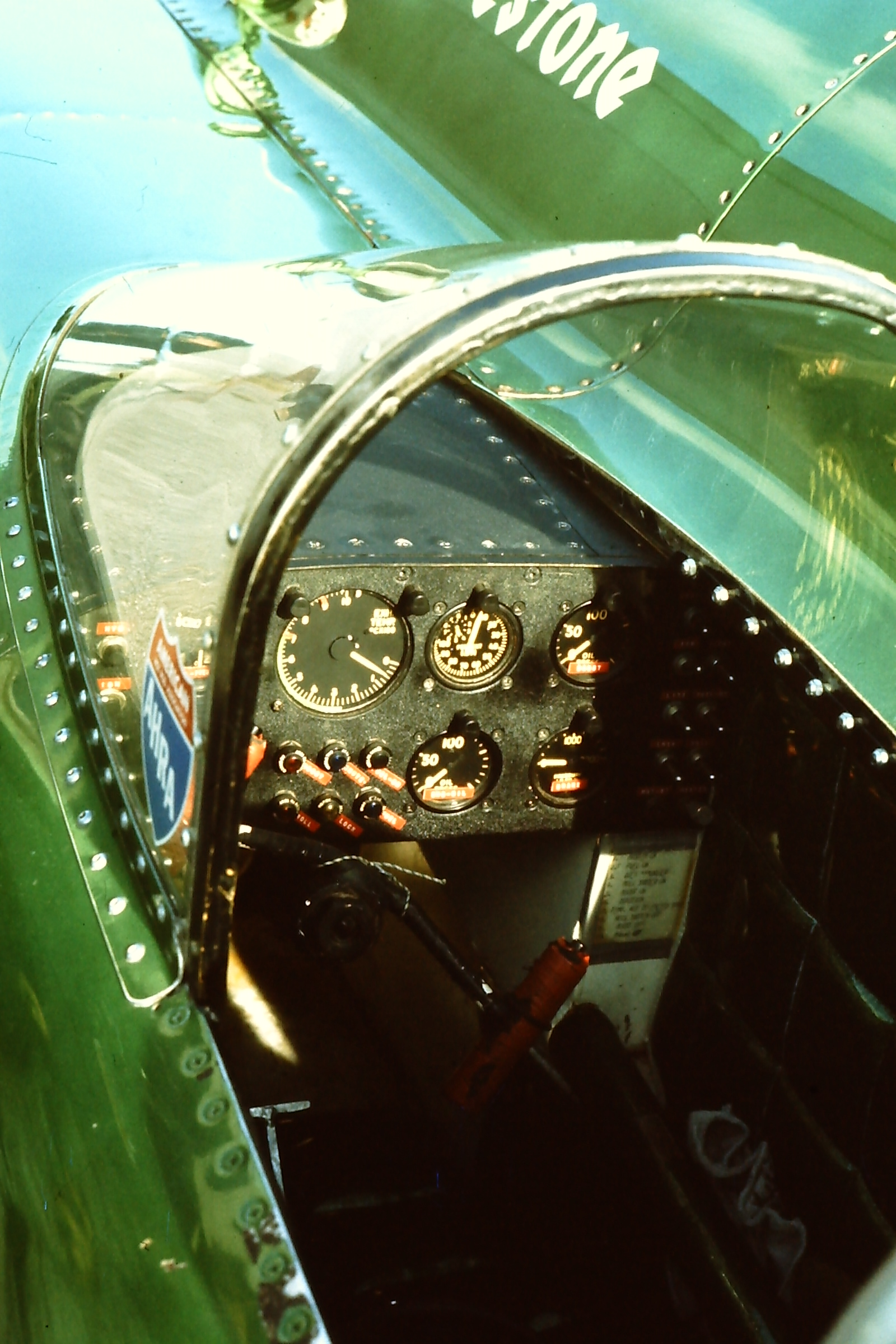
Cockpit des Green Monster von Art Arfons

Arthur Eugene „Art“ Arfons (* 3. Februar 1926 in Akron, Ohio; † 3. Dezember 2007 in Springfield Township, Ohio) war ein US-amerikanischer Dragster- und Powerboat-Rennfahrer, Tractorpuller sowie dreifacher Landgeschwindigkeitsrekordhalter.
In den Jahren 1964 und 1965 verbesserte Arfons auf den Bonneville Flats in der Großen Salzwüste dreimal den Landgeschwindigkeitsrekord mit seinem Green Monster genannten Spezialfahrzeug. Arfons baute und konstruierte seine Wagen, Boote und Traktoren weitgehend selbst, anfangs noch zusammen mit seinem Halbbruder Walt Arfons (1916–2013).

## Frühe Jahre
Arthur Arfons wurde 1926 in Akron, Ohio geboren, wo sich sein Vater nach der Einwanderung aus Griechenland niedergelassen hatte und zusammen mit seiner Frau eine Futtermühle betrieb. Arfons hatte zwei Halbbrüder, die aus einer früheren Beziehung seiner Mutter stammten: Walt Arfons, zehn Jahre älter, der sein Partner und später Konkurrent im Motorsport wurde, und Dale, acht Jahre älter, sowie eine Schwester Lou, achtzehn Monate älter.
Nach einem Jahr auf der High School trat Arfons 1943 mit knapp 17 Jahren in die United States Navy ein. Er wurde zum Dieselmechaniker ausgebildet und dann als Maschinist einem Landungsboot im Pazifik zugewiesen. Er nahm an zwei Schlachten teil; eine war die Schlacht um Okinawa. 1946 schied er als Unteroffizier (Petty officer second class) aus dem Militärdienst aus.
Nach seiner Entlassung kehrte er nach Ohio zurück, heiratete und bekam zwei Söhne und eine Tochter. Er eröffnete eine Werkstatt in Springfield Township, an die ein großer Schrottplatz als Materiallager grenzte. Das brachte ihm in späteren Jahren den Spitznamen „Junk Yard Genius“ (Schrottplatzgenie) ein.
1952 begannen er und sein Halbbruder Walt sich für Beschleunigungsrennen zu interessieren und bauten ihren ersten Dragster. Dabei wurden sie von ihrer Mutter unterstützt. Art und Walt setzten ihre Drag-Racing-Partnerschaft mit einer Reihe von „Green Monster“-Fahrzeugen bis Ende der 1950er Jahre fort. Danach trennten sie sich freundschaftlich und traten in Rennen um den „Land speed record“ als Rivalen gegeneinander an.

## Fahrzeuge

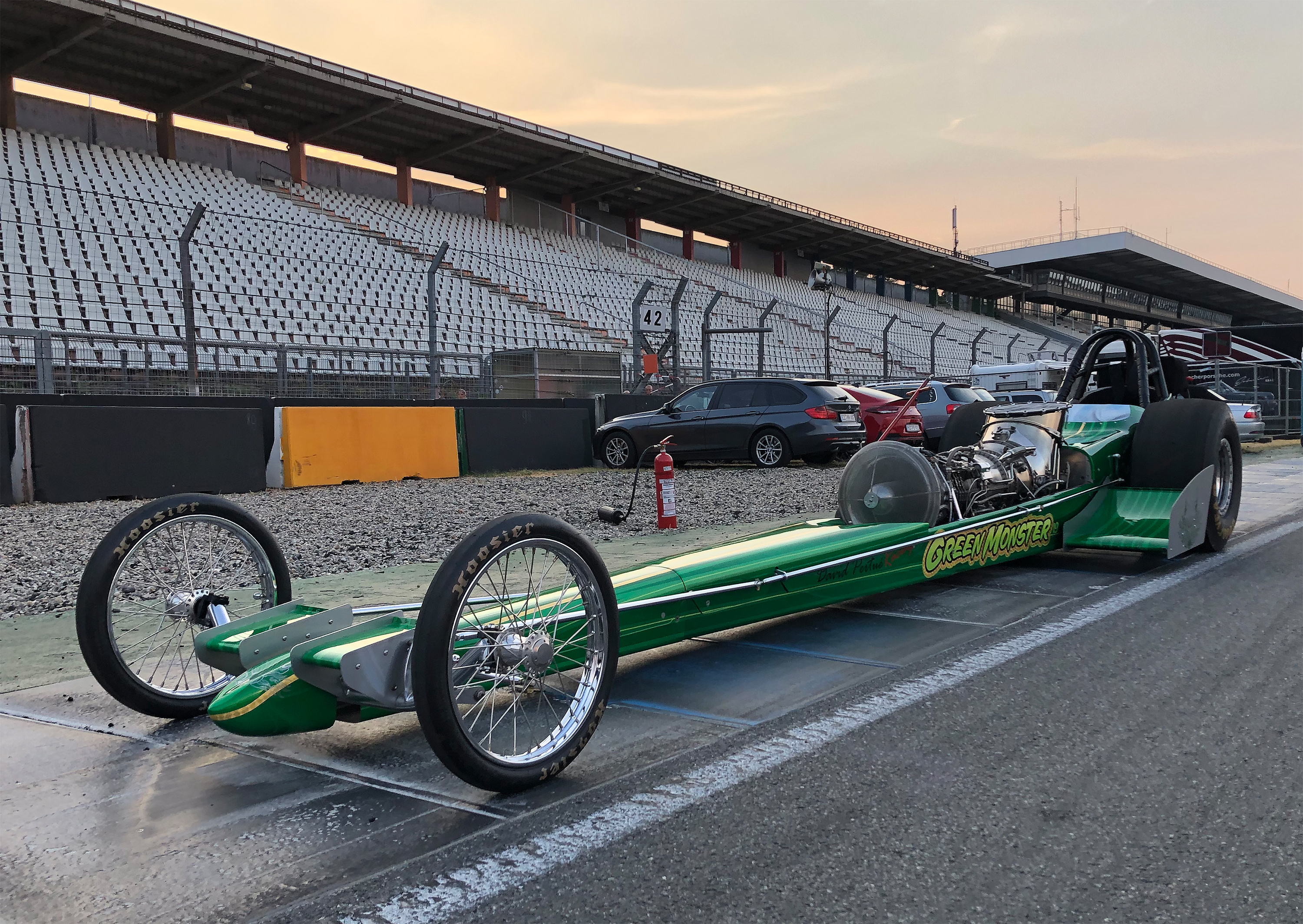
Green Monster #19, ein Jet-Dragster mit Rad-Antrieb. Die Welle zur Kraftübertragung an die Hinterräder verläuft direkt zwischen den Beinen des Piloten

### Dragster
Siehe auch: Green Monster / Dragster
Arfons verwendete für seine bei Beschleunigungsrennen auf präparierten (Asphalt / Beton) Strecken eingesetzten Fahrzeuge gerne V-12-Flugzeugmotoren Allison V1710, wie zum Beispiel im Green Monster #15, der auch unter dem Namen „Anteater“ (Ameisenbär) bekannt war. In späteren Jahren experimentierte er ebenso im Drag Racing mit Turbinen, wie zum Beispiel bei Green Monster #19: Dieses Fahrzeug basiert auf einem Front-Engine-Top-Fuel-Dragster, der statt mit einem V8-Motor mit einer Hubschrauber-Gasturbine vom Typ General Electric T58 bestückt ist, die die Hinterräder antreibt.

### Land Speed Record Car
Siehe auch: Green Monster / LSR
Für seinen Angriff auf den „Land speed record“ baute Arfons ein völlig neues Fahrzeug auf. Diese Version von Green Monster wurde von einem gebrauchten F-104-Starfighter-General-Electric-J79-Triebwerk angetrieben, das mit vierstufigem Nachbrenner einen statischen Schub von 78 kN erzeugte (das entspricht bei rund 580 km/h einer Leistung von knapp 13 MW (17.000 PS)). Arfons hatte die Turbine, die wegen Schäden durch das Einsaugen eines Bolzens ausgemustert worden war, für 5000 US-Dollar von einem Schrotthändler gekauft.

### Water Speed Record Jetboat
siehe auch: Green Monster / WSR
1967 startete Art Arfons einen Versuch, den Geschwindigkeitsweltrekord auf dem Wasser zu brechen, der damals mit 276,33 mph (444,71 km/h) vom Briten Donald Campbell gehalten wurde. Dafür modifizierte er die seit 1965 weiterentwickelte Version des Landspeedrecord-Fahrzeugs Green Monster (das auf Grund seiner Optik den Spitznamen Cyclops trug) und setzte einen Ponton als Rumpf darunter. Dokumentierte Rennläufe für das Boot sind nicht überliefert. Verschiedene Quellen nehmen an, dass das Projekt in erster Linie eine PR-Action war. Ein anderer Ansatz für den nicht stattgefundenen Rekordversuch ist Arfons’ Unerfahrenheit auf dem Wasser.

### Tractor Pulling
Siehe auch: Green Monster / Traktoren
Nach den Speed record Fahrzeugen baute Art Arfons verstärkt Fahrzeuge für das Tractorpulling, wo er im Bereich der turbinengetriebenen „Puller“ zu den absoluten Pionieren gehörte: Er war zusammen mit seinem Partner Bob Frock der Erste, der eine solche Zusammenstellung einsetzte. Er baute den ersten Traktor mit T-64-Antrieb mit zwei sowjetischen Panzermotoren.

## Landgeschwindigkeitsrekord

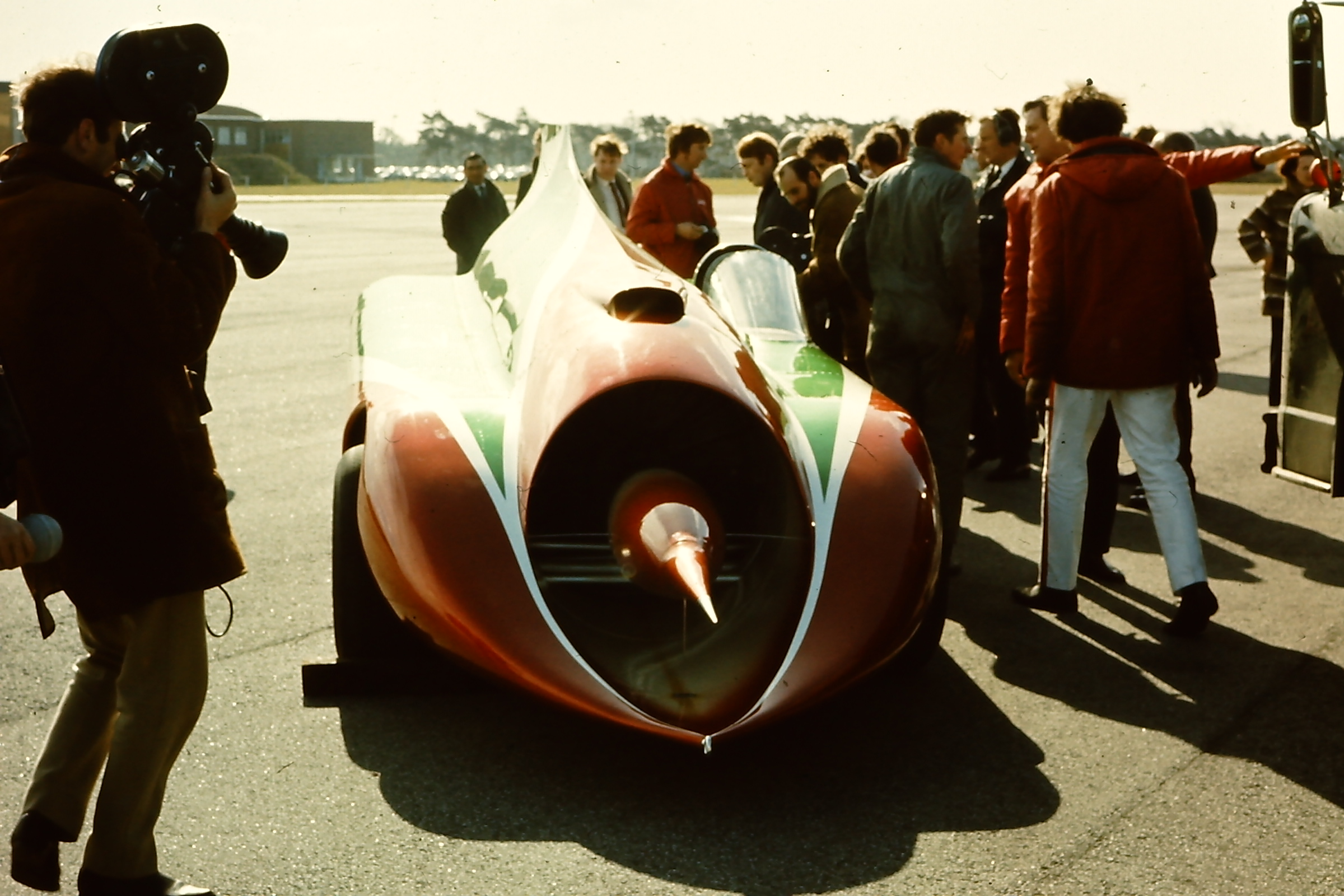
Das Green Monster Turbinenfahrzeug von vorne, ca. 1968 auf dem Bornemouth Airfield

Zwischen 1964 und 1965 errang Art Arfons dreimal den „Land speed record“. Alle Rekordfahrten fanden auf den Bonneville Salt Flats in Utah (USA) statt.
- 5. Oktober 1964: 434,022 Meilen pro Stunde (698,468 km/h) – der erste Rekord, über die fliegende Meile (698,468 km/h). Dieses Ergebnis wurde 8 Tage später von Craig Breedlove in Spirit of America mit einer Geschwindigkeit von 468 Meilen pro Stunde (753,173 km/h) geschlagen.[14][15]
- 27. Oktober 1964: 536,710 Meilen pro Stunde (863,751 km/h) [14][15]
- 7. November 1965: 576,553 Meilen pro Stunde (927,872 km/h) – die dritte und letzte gemessene Rekordgeschwindigkeit, die Green Monster erreicht hat.[14][15]

siehe auch: The Battle of Bonneville (Land Speed Record)

## Späte Jahre
1966 kehrte Arfons erneut nach Bonneville zurück, erreichte jedoch „nur“ einen Bestwert von 554.017 Meilen pro Stunde (891,6039 km/h). Am 17. November verunglückte Arfons mit seinem Fahrzeug bei einer Geschwindigkeit von 610 Meilen pro Stunde, als ein Radlager festlief. Anschließend baute er einen weiteren Green Monster auf, verkaufte ihn jedoch an den Kalifornier Slick Gardner, ohne ihn jemals gefahren zu haben.
Ab 1973 wandte sich Art Arfons verstärkt dem Tractorpulling zu, wo er mit verschiedenen selbst konstruierten turbinenangetriebenen Traktoren schnell erfolgreich wurde. Im August 1974 debütierte Arfons in Bowling Green, Ohio, mit seinem ersten eigenen „Green Monster“-Puller und belegte den ersten Platz in der 7.000-Pfund-Klasse. Zusammen mit seinem Sohn und seiner Tochter, die die Tradition weiterführen, baute er eine Reihe von Zugtraktoren mit dem Namen „Green Monster“. 1985 hatte Arfons mit einem von zwei Panzermotoren angetriebenen Green Monster nochmals einige Erfolge in der Rennserie der NTPA (National Tractor Pulling Association).
Am 16. Oktober 1971 verlor Arfons während eines Demonstrationslaufs auf dem Dallas International Motor Speedway in Lewisville, Texas, die Kontrolle über seinen Jet-Dragster. Die IHRA-Mitarbeiter Robert John Kelsey (20 Jahre) und Sean Pence (17) wurden dabei zusammen mit dem Nachrichtenreporter der WFAA (Dallas, Texas), Gene Thomas (31), der als Passagier im Fahrzeug saß, getötet. Arfons’ „Super Cyclops“ machte seinen ersten Lauf des Tages, um die 480-km/h-Marke zu durchbrechen. Gegen Ende des Laufs platzte ein Reifen, und als die Fallschirme ausgelöst wurden, schlug das Fahrzeug in eine Leitplanke ein und schleuderte über den Zielbereich hinaus. Thomas, ein beliebter Fernsehreporter aus Dallas, wurde offenbar aus dem Fahrzeug geworfen, als es sich überschlug. Der Jet-Dragster war so gebaut, dass Fahrer und Beifahrer auf je einer Seite der riesigen Turbine saßen. Arfons erlitt leichte Verletzungen. Er wurde in das Parkland Memorial Hospital in Dallas gebracht und kurz darauf wieder entlassen. Nach der Veranstaltung in Dallas wollte er sich vom Rennsport zurückziehen.
1989 trat Arfons mit Green Monster #27, einem 22 Fuß langen, 1800 Pfund schweren Zweirad mit Stützrädern, ein weiteres Mal in Bonneville an. Das Fahrzeug verlor die Bodenhaftung bei 350 Meilen pro Stunde, und Arfons baute es 1990 zu einem weniger radikalen vierrädrigen Fahrzeug um, konnte aber nur 177, 308 und 338 Meilen pro Stunde erreichen.
Art Arfons starb am 3. Dezember 2007 im Alter von 81 Jahren.

## Auszeichnungen (Auswahl)
- 1991 wurde er in die Motorsports Hall of Fame of America[22] aufgenommen.
- 1991 Platz in der International Drag Racing Hall of Fame (NHRA)[23]
- 2001 wurde Arfons in die National Tractor Pullers Association (NTPA) aufgenommen.[24]
- 2008 Aufnahme in die International Motorsports Hall of Fame.[25]

## Sonstiges
Art Arfons spielte als Schauspieler in dem 1974 veröffentlichten Spielfilm White Salt and Sunshine zusammen mit Craig Breedlove und Mickey Thompson eine der Hauptrollen. Außerdem trat er in mehreren Fernsehserien auf, in denen er sich selbst spielte, zum Beispiel The Mike Douglas Show und That Regis Philbin Show. Es wurden auch Dokumentationen wie The Green Monster, Hot Rod Action und One Second from Eternity: The History of the Land Speed Record über ihn gedreht.